# Eutrigla
Eutrigla is een monotypisch geslacht van straalvinnige vissen uit de familie van de ponen (Triglidae) en de orde van schorpioenvisachtigen (Scorpaeniformes).

## Soorten
- Eutrigla gurnardus (Linnaeus, 1758) (Grauwe poon)